# Phytoseius huaxiensis
Phytoseius huaxiensis är en spindeldjursart som beskrevs av Xin, Liang och Ke 1982. Phytoseius huaxiensis ingår i släktet Phytoseius och familjen Phytoseiidae. Inga underarter finns listade i Catalogue of Life.